# Рубен, Мануэла
Мануэла Рубен (нем. Manuela Ruben; 14 января 1964 года, Лауда-Кёнигсхофен, Баден-Вюртемберг, ФРГ) — фигуристка из Западной Германии, серебряный призёр чемпионата Европы 1984 года, трёхкратная чемпионка Западной Германии 1982—1984 годов и вице-чемпионка мира среди юниоров 1979 года в женском одиночном катании. Участница Олимпиады 1984 года.

## Спортивные достижения
| Соревнования/Сезоны          | 1978-79 | 1980-81 | 1981-82 | 1982-83 | 1983-84 |
| ---------------------------- | ------- | ------- | ------- | ------- | ------- |
| Зимние Олимпиады             |         |         |         |         | 7       |
| Чемпионаты мира              |         | 13      | 15      | 8       | 6       |
| Чемпионаты Европы            |         | 10      | 14      | 4       | 2       |
| Чемпионаты Западной Германии |         | 2       | 1       | 1       | 1       |
| NHK Trophy                   |         |         | 11      |         |         |
| Nebelhorn Trophy             |         |         |         | 1       |         |
| Чемпионаты мира (юниоры)     | 2       | 4       |         |         |         |

## Жизнь вне фигурного катания
Рубен параллельно с фигурным катанием на коньках занималась также и фигурным катанием на роликах и добилась там огромных успехов. Она стала бронзовым призёром европейского чемпионата (1979 год) и дважды была бронзовым призёром мировых чемпионатов (1979 и 1980 годах).
Она мать двоих дочерей.